# Nabój .22 Long Rifle
.22 Long Rifle (skr. .22 LR, oznacz. metr. 5,6 × 15 mm R) – sportowy nabój bocznego zapłonu kalibru 0,22 cala (5,6 mm) używany głównie w broni sportowej, rzadziej w małogabarytowej broni do ochrony osobistej. Produkowany w wielu odmianach, stosowany do zasilania zarówno broni krótkiej (pistolety, rewolwery), jak i długiej (karabinki, strzelby). 
Przepisowy nabój konkurencji olimpijskich: pistolet sportowy, pistolet szybkostrzelny oraz kilku konkurencji karabinowych. Używany także w biathlonie. W niektórych państwach wykorzystywany również do polowań na drobną zwierzynę (co w Polsce jest nielegalne ze względu na niską energię pocisku). Nabój bardzo popularny szczególnie w Europie Zachodniej i USA z uwagi na niską cenę.
.22 Long Rifle produkowany jest z wieloma różnymi pociskami, o różnej masie i przeznaczeniu. Produkowane są pociski o masach od 1,9 do 3,9 grama (czyli od 30 do 60 granów), typowe prędkości wylotowe od 110 do 550 m/s. Energia 120–275 J. Masa ładunku prochowego 0,105 g (1,62 grana)
W Polsce najczęściej spotykaną na obiektach sportowych bronią na nabój .22 LR jest pistolet MCM Margolin oraz karabinek Brno.